# 二十一浜漁港
二十一浜漁港（にじゅういちはまぎょこう）は宮城県気仙沼市にある漁港。季節によって旬の魚が釣れるが、少々小ぶりな魚が釣れる傾向にある。
震災前は海水浴場としてもにぎわっていた。海の家もあり人気スポットであった。しかし、震災後は訪れる観光客も減少してきている。現在、海の家は営業していない。
2011年3月11日に発生した東日本大震災では20メートルほどの津波が襲っている。現在、14.7メートル防潮堤計画がされており、直壁タイプの防潮堤が建設される予定である。